# Andropogon hallii
Andropogon hallii är en gräsart som beskrevs av Eduard Hackel. Andropogon hallii ingår i släktet Andropogon och familjen gräs. Inga underarter finns listade i Catalogue of Life.

## Bildgalleri

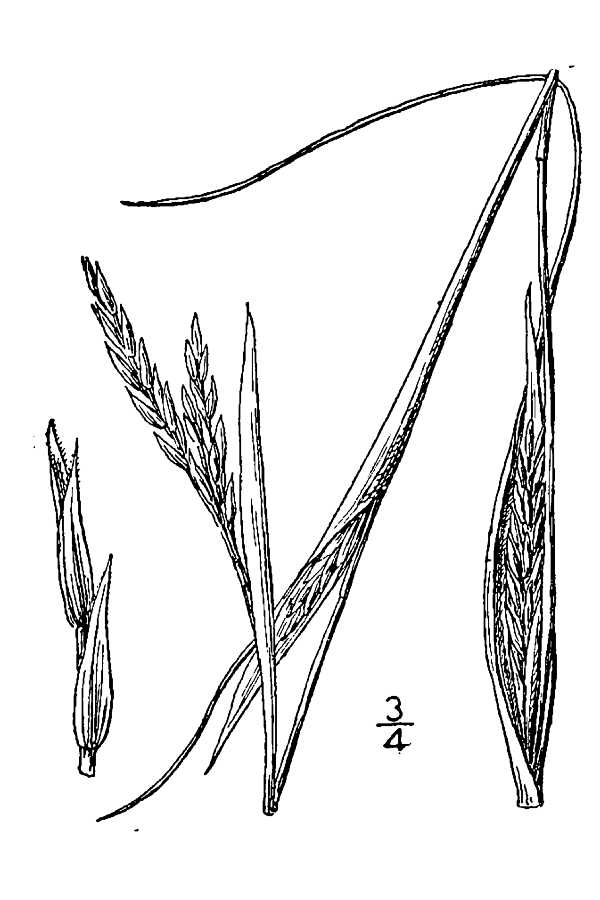
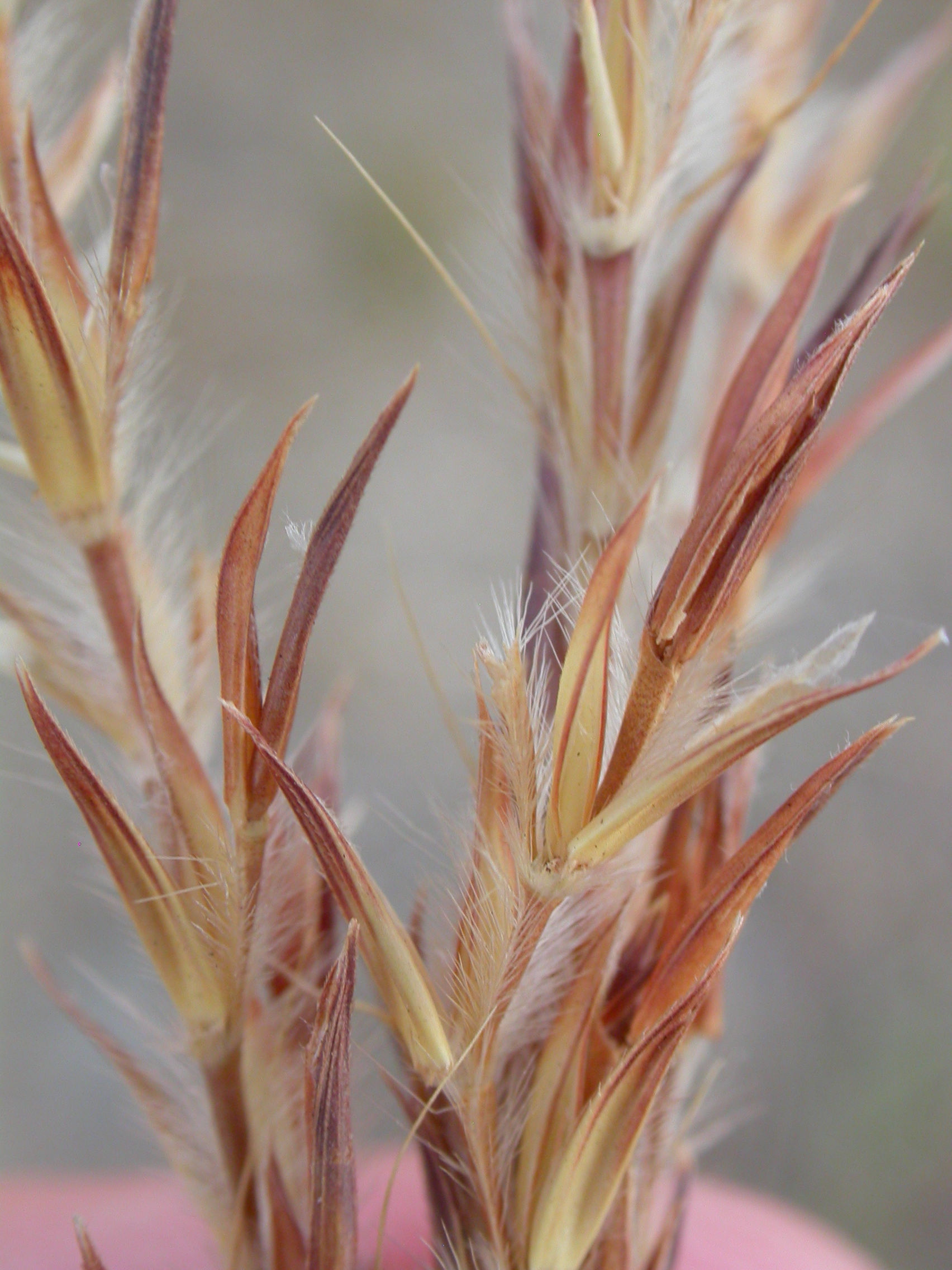
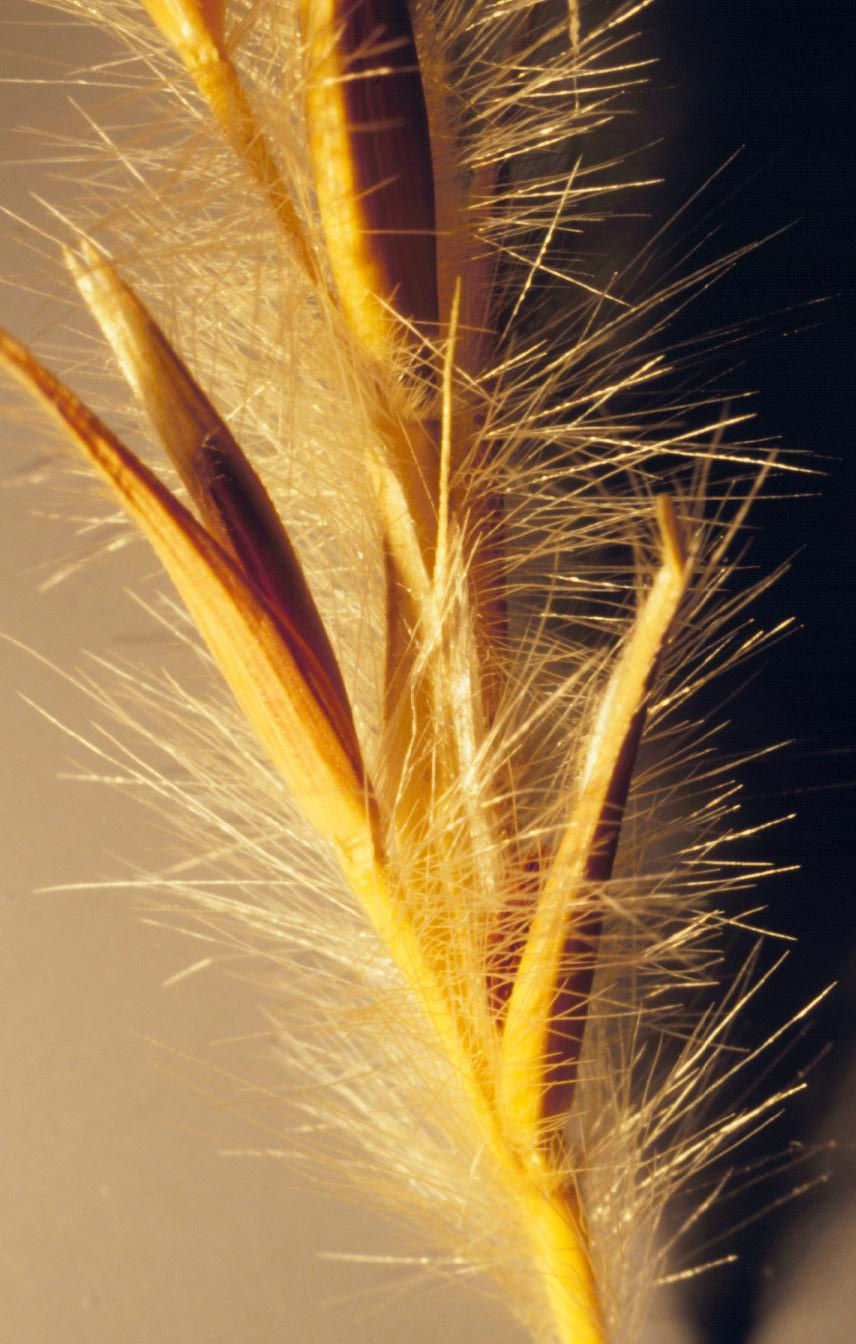